# Bursitis prepatelar
La bursitis prepatelar es la inflamación de la bursa prepatelar en la parte delantera de la rodilla.

## Síntomas
Los síntomas suelen incluir  hinchazón, enrojecimiento, sensibilidad y posiblemente una disminución menor de la amplitud de movimiento. Los casos de mayor duración generalmente tienen poco dolor.

## Causas
Lo más frecuente  es que se deba a traumatismos menores repetitivos en la rodilla, como el que se produce al arrodillarse . Otras causas pueden incluir una lesión única, gota, artritis reumatoide o infección. Entre los factores de riesgo se incluyen profesiones que requieren arrodillarse con frecuencia y una función inmunológica deficiente.

## Diagnóstico
El diagnóstico suele basarse en los síntomas y la exploración, con una posible aspiración para descartar una infección.

## Tratamiento
El tratamiento puede incluir reposo, antiinflamatorios no esteroideos y aplicación de hielo; si está infectado, 7 días de antibióticos son suficientes. En los casos prolongados puede utilizarse una inyección de esteroides. En los casos en que otras medidas fallan, se puede realizar una bursectomía; los resultados suelen ser buenos.

## Frecuencia
La bursitis prepatelar es relativamente frecuente; se calcula que afecta a una de cada 10.000 personas al año; la segunda en frecuencia después de la bursitis del olécranon. Ocurre más comúnmente en hombres que en mujeres, y los que tienen entre 40 y 60 años son los más afectados. Históricamente se ha llamado rodilla de criada, de alfombrista o de carpintero.